# Aeroportul Middleton Island
Aeroportul Middleton Island (IATA: MDO, ICAO: PAMD, FAA LID: MDO) este un aeroport din Alaska, Statele Unite ale Americii ce deservește zona Middleton Island⁠(d). Aeroportul a fost tranzitat în 2019 de 68 de pasageri. A fost numit după zona deservită.
Situat la o altitudine de 30 m, aeroportul dispune de 2 piste.

## Infrastructură

### Piste
Aeroportul dispune de 2 piste. Pista 02/20 are dimensiunile 3.158 picioare × 115 picioare. Pista 13/31 are dimensiunile 1.500 picioare × 125 picioare. 